# Two If by Sea
Two If by Sea (titulada como Corazones en conflicto en Hispanoamérica y Corazones robados en España) es una comedia-romántica estrenada el 12 de enero de 1996 en Estados Unidos y  dl 10 de junio del mismo año en España. Protagonizada por Sandra Bullock y Denis Leary, fue dirigida por Bill Bennett.

## Argumento
Roz (Sandra Bullock) y Frank (Denis Leary) son una pareja bastante corriente, si no fuera porque él complementa su escaso sueldo robando obras de arte que revende a un marchante de pocos escrúpulos. Roz está cansada de vivir así, y Frank le promete que éste será su último golpe. El robo de su último cuadro les lleva a una isla de Nueva Inglaterra, donde deberán contactar con el comprador. 
Allí deciden pasar el fin de semana en una de las mansiones veraniegas desocupadas. Uno de sus aristocráticos vecinos encuentra en la nueva vecina Roz, la obra de arte que siempre quiso tener en su colección, y decide conquistarla. Frank descubre que el cuadro robado vale una auténtica millonada, y que tiene tras de sí al FBI, a un coleccionista de arte y a una pandilla de mafiosos de poca monta. Pero su mayor preocupación será recuperar a su novia Roz.

## Reparto
- Denis Leary como Francis "Frank" O'Brien.
- Sandra Bullock como Roz.
- Stephen Dillane como Evan Marsh.
- Yaphet Kotto como el Agente del FBI O'Malley.
- Mike Starr como Fitzie.
- Jonathan Tucker como Todd.
- Wayne Robson como Beano Callahan.
- Michael Badalucco como Quinn.
- Lenny Clarke como Kelly.

## Recepción crítica y comercial
Los críticos únicamente le dieron un total de 12% de comentarios posotivos, según la página de internet Rotten Tomatoes.
Destacar el comentario del crítico cinematográfico Alex Sandell:

"Sandra Bullock en una mala comedia romántica. Denis Leary es un protagonista espantoso."
Alex Sandell, crítico de cine.

En taquilla la película fue un absoluto fracaso, en Estados Unidos sólo recaudó algo más de 10 millones de dólares. Se desconoce cuál fue el presupuesto y las recaudaciones internacionales.

## Localizaciones
Two If by Sea se rodó entre el 30 de abril de 1995 y el 26 de junio de 1995 en diversas localizaciones de Canadá y Estados Unidos. Destacar la zona de Nueva Escocia (en diferentes poblaciones) en Canadá y Massachusetts en Estados Unidos.

## DVD
Two If by Sea salió a la venta el 6 de marzo de 2002 en España, en formato DVD. El disco contiene documentales, making of y tráiler cinematográfico.